# Campionati mondiali di biathlon 1992
I Campionati mondiali di biathlon 1992 si svolsero a Novosibirsk, in Russia, il 22 marzo e contemplarono esclusivamente le gare a squadre, maschile e femminile. Essendo il 1992 anno olimpico, non fu disputato il programma completo dei Mondiali e a Novosibirsk si gareggiò solo per assegnare i titoli che non facevano parte del programma olimpico.
Essendo all'epoca in corso i processi di dissoluzione dell'Unione Sovietica e della Jugoslavia, la partecipazione di molte nazionali (tanto ai Mondiali quanto ai XVI Giochi olimpici invernali di Albertville 1992) subì variazioni rispetto ai decenni precedenti. Nel biathlon, in particolare, non gareggiò più la nazionale sovietica: Estonia, Lettonia e Lituania parteciparono con proprie nazionali, mentre le restanti ex repubbliche dell'Unione Sovietica si presentarono insieme come "Squadra Unificata", detta anche "squadra della Comunità degli Stati Indipendenti" (CIS).

## Risultati

### Uomini

#### Gara a squadre
| Posizione | Nazione           | Atlete                                                                  | Tempo |
| --------- | ----------------- | ----------------------------------------------------------------------- | ----- |
| 1         | Squadra Unificata | Jaŭhen Rėdz'kin Anatolij Ždanovič Aljaksandr Papoŭ Aleksander Tropnikov | -     |
| 2         | Norvegia          | Frode Løberg Jon Åge Tyldum Sylfest Glimsdal Gisle Fenne                | -     |
| 3         | Estonia           | Aivo Udras Urmas Kaldvee Hillar Zahkna Kalju Ojaste                     | -     |

?

### Donne

#### Gara a squadre
| Posizione | Nazione           | Atlete                                                       | Tempo |
| --------- | ----------------- | ------------------------------------------------------------ | ----- |
| 1         | Germania          | Petra Bauer Petra Behle Uschi Disl Inga Kesper               | -     |
| 2         | Squadra Unificata | Elena Belova Inna Šeškil' Anfisa Rezcova Svetlana Pečërskaja | -     |
| 3         | Cecoslovacchia    | Gabriela Suvová Eva Háková Jana Kulhavá Jiřina Pelcová       | -     |

22 marzo

## Medagliere per nazioni
| Posizione | Nazione           | Oro | Argento | Bronzo | Totale |
| --------- | ----------------- | --- | ------- | ------ | ------ |
| 1         | Squadra Unificata | 1   | 1       | 0      | 2      |
| 2         | Germania          | 1   | 0       | 0      | 1      |
| 3         | Norvegia          | 0   | 1       | 0      | 1      |
| 4         | Cecoslovacchia    | 0   | 0       | 1      | 1      |
| 4         | Estonia           | 0   | 0       | 1      | 1      |